# 335
335 (CCCXXXV) je bilo navadno leto, ki se je po julijanskem koledarju začelo na sredo.

## Dogodki
- 1. januar

## Rojstva
- Magn Maksim - uzurpator in cesar Zahodnega rimskega cesarstva († 388)